# Jonas Schwaighofer
Jonas Schwaighofer (* 5. September 2001) ist ein österreichischer Fußballspieler.

## Karriere

### Verein
Schwaighofer begann seine Karriere bei der Union Mondsee. Im September 2015 wechselte er zum SV Straßwalchen. Zur Saison 2016/17 wechselte er zum UFC Attergau. Für Attergau lief er zwölfmal in der siebtklassigen 1. Klasse auf und traf dabei viermal. Zur Saison 2017/18 wechselte er in die Akademie der SV Ried. Im Mai 2018 debütierte er für die Amateure der Rieder in der OÖ Liga, dies war sein einziger Einsatz in der Saison 2017/18. In der Saison 2018/19 kam er ebenfalls zu einem Einsatz, mit Ried II stieg er in die Regionalliga Mitte auf. Im Juli 2019 gab er sein Debüt in der dritthöchsten Spielklasse. Insgesamt kam er zu 15 Regionalligaeinsätzen für die Rieder.
Zur Saison 2020/21 wechselte Schwaighofer in die Regionalliga Salzburg zum FC Pinzgau Saalfelden. Für Saalfelden lief er 36 Mal auf und erzielte dabei acht Tore. Zur Saison 2022/23 kehrte er zur viertklassigen Union Mondsee nach Oberösterreich zurück, bei der er einst seine Karriere begonnen hatte. Für Mondsee kam er in der Saison 2022/23 zu 29 Einsätzen in der OÖ Liga, in denen er zehnmal traf.
Zur Saison 2023/24 wechselte er zu Regionalligist SPG Wels. In seiner ersten Spielzeit in Wels kam er zu 28 Regionalligaeinsätzen, in denen er achtmal traf. In der Saison 2024/25 kam er erneut zu 28 Einsätzen für den mittlerweile FC Hertha genannten Klub, der in die 2. Liga aufstieg. Sein Profidebüt in der 2. Liga gab Schwaighofer anschließend im August 2025, als er am ersten Spieltag der Saison 2025/26 gegen den Floridsdorfer AC in der Startelf stand.

### Nationalmannschaft
Schwaighofer spielte im Mai 2019 einmal für die österreichische U-18-Auswahl. Im Februar 2020 spielte er einmal im U-19-Team.